# 博多女子中学校・高等学校

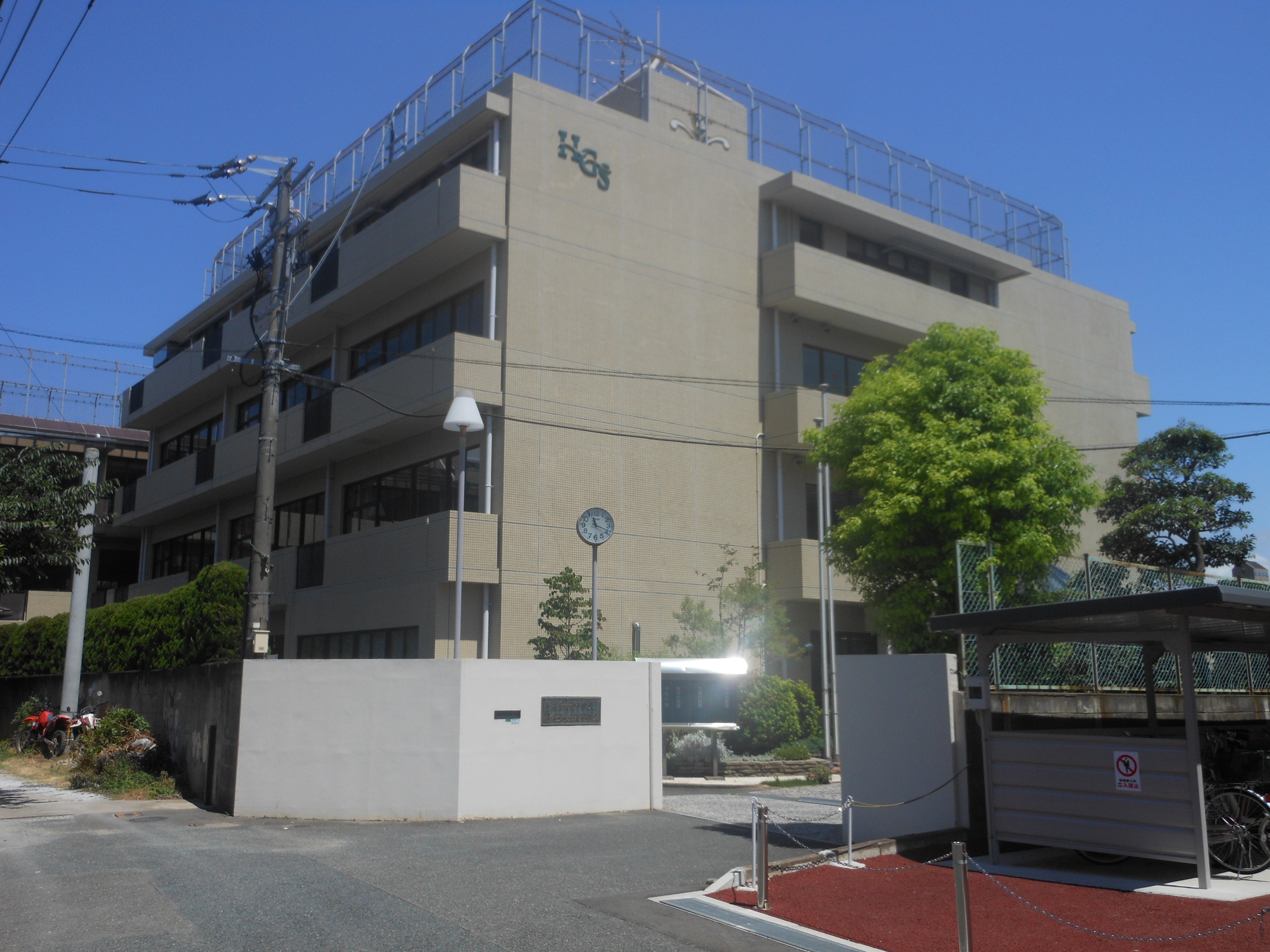
東校舎（博多女子中学校）

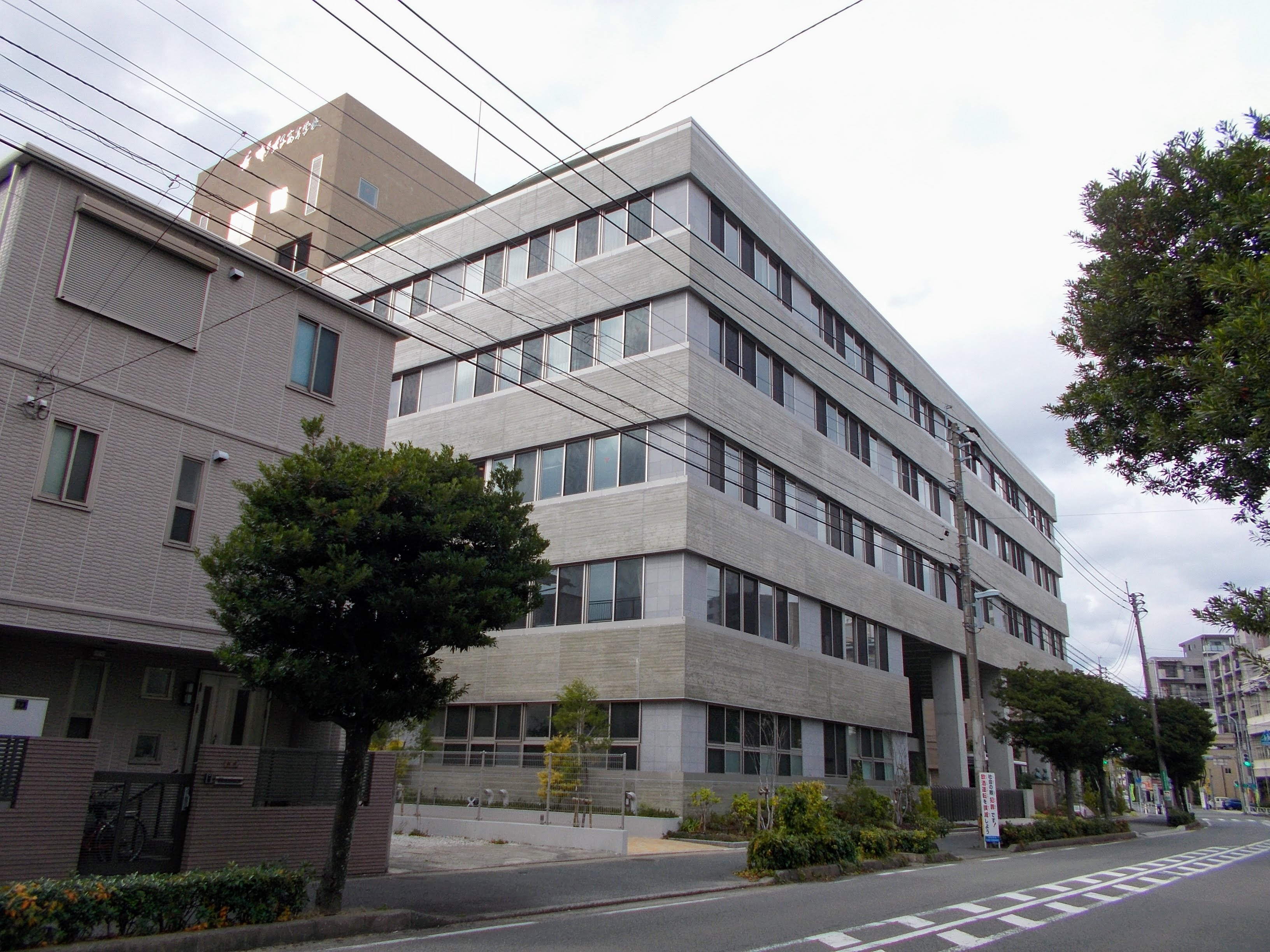
新校舎（博多女子高等学校）

博多女子中学校・高等学校（はかたじょしちゅうがっこう・こうとうがっこう）は、福岡県福岡市東区馬出一丁目に位置する私立女子校。隣接した敷地に中学校と高校が並んでおり、一時期は一貫教育を行っていたが、現在は行っていない。通称は「博女」（はくじょ）である。

## 概要
中学校は1学年1学級制をとっているが、今後学級数を増やしていく予定。高校は、普通科とトータルビジネス科に分かれ、普通科の中にグローバルコース・特別進学コースを設置している。
校舎は東校舎と本校舎に分かれており、2006年度までは東校舎には中学生とトータルビジネス科の生徒が、本校舎には普通科の生徒が通っていた。2007年（平成19年）4月から東校舎には中学生と特別進学コースとグローバルコースの生徒が、本校舎にはトータルビジネス科と進学コースの生徒が通っていたが、2009年（平成21年）4月より東校舎は中学生のみとなり高校生は全科全コースの生徒が本校舎に通っている。
開校当初は高校のみの学校であったが、1991年に附属中学校を設置し中高一貫学校となった。しかし平成13年度（2001年）をもって中高一貫教育を見直し現在は行っていない。中学校から高校への内部進学は現在でも行っているため、中学卒業者は公立高校入試、博多女子高校への内部進学、他の私学への入試と複数の道を選ぶことができる。

## 校風

### 制服
冬服・夏服とも白色セーラー服と紺色プリーツスカート。指定の白色のベスト、カーディガンもあるが着用するかどうかは各々自由である。リボンは、高校生は青で中学生は赤。靴下は中学校、高校ともに規定の物を着用するようになっており、中学生はくるぶし丈程度の白い靴下で高校生はふくらはぎ程度のHGSとロゴの入った白い靴下である。鞄は指定のナイロンバック、制靴はローファーである。
生徒会4役は各役専用のバッヂをつけなければならない。一般生徒もバッヂをつけなければならないが、普通科・トータルビジネス科によってバッヂが異なる。

## 沿革

### 年表
- 1941年（昭和16年）12月 - 和洋文化女学校として開校。
- 1952年（昭和27年）1月 - 学制改革により、男女共学の学校法人福岡文化学園博多高等学校として開校。
- 1963年（昭和38年）3月 - 女子校に改め、博多女子高等学校に改称。
- 1969年（昭和44年）4月 - 商業高等学校に改め、博多女子商業高等学校に改称。
- 1987年（昭和62年）4月 - 学科制とし、普通科・商業科・経理科・コンピュータビジネス科の4科を新設。
- 1988年（昭和63年）4月 - 博多女子高等学校に改称。
- 1991年（平成3年）4月 - 博多女子中学校新設。中高一貫教育を開始する。
- 1994年（平成6年）4月 - 経理科を廃止。
- 1997年（平成9年）4月 - コンピュータビジネス科を廃止。
- 2000年（平成12年）4月 - 2学期制を導入。
- 2001年（平成13年）4月 - 博多女子中学校と博多女子高等学校の中高一貫教育を廃止。内部進学は以後も可能。
- 2007年（平成19年）4月 - 東校舎からコンピュータールームを撤去。
- 2007年（平成19年）9月 - 本校舎の食堂がリニューアルオープン。
- 2017年（平成29年）8月 - 7階建ての新校舎完成。

## 教育組織
- 普通科
  - 特別進学コース
  - 進学コース
  - グローバルコース
- トータルビジネス科

## 教育方針

### 校訓
愛・和・美(LOVE HARMONY GRACE)

## アクセス
- 吉塚駅、馬出九大病院前駅
- 西鉄バス博多女子校前バス停、警察本部前・九大病院入口バス停、県庁前バス停、吉塚駅前バス停
- JR九州バス博多女子校前バス停

## 不祥事
2024年度の高校入試において、博多女子中学校の教員が公立高校「福岡県公立古賀竟成館高等学校」（組合立高等学校）を志望校とする生徒3人の願書を出し忘れ、受験ができなくなることがあった。2025年度の福岡県の県立高校の願書締め切りは2024年2月20日、生徒たちの志望校である組合立高校の願書締め切りは2024年2月16日正午と設定されていた。学校側は、生徒たちの志望校を県立高校だと勘違いしており、組合立高校と気づいて問題が発覚。組合立高校に2月16日午後2時頃に願書を持参したものの、組合立高校は公平・公正性を理由に「2時間前に締め切った」と願書を受け付けず、生徒たちは志望校を受験できなくなった。
博多女子中学校は生徒の保護者に電話で事情を話し、後日自宅を訪問して謝罪。学校の事務長は和解金として30万円を提示するも保護者は憤慨。その様子を見て事務長は20万円を加算した50万円を提示。「これ以上もこれ以下も、もうないです」と伝え、それ以上の対応を拒んでいる。
生徒たちは志望校の組合立高校を受験できなくなったことを受け県立高校を受験するとしていたが、組合立高校を運営する古賀高等学校組合が「生徒に落ち度は無い」ということで、事故や病気で受験できなかった生徒を救済する「追選抜」規定を準用し、問題となった3名に2024年3月中旬に受験機会を設け、一応の解決というかたちになった。対象の3名が実際に受験したかどうかについては非公表とされている。
これまで福岡県の高校受験では中学校が生徒の願書を取りまとめ確認し、内申点などの書類を添えて教員が各高校に持参する慣行があったが、この不祥事を受け県立高校に関しては手続きの見直しと業務効率化のため、Web出願を導入することが決まった。

私立学校では新型コロナウイルス感染症対策の接触機会を減らすことと、学校側の入試手続きの合理化が噛み合い、複数の学校で一足早く三菱総研DCSのmiraicompassなどのウェブサイトを使ったWeb出願が導入されており、それは増加傾向にある。

## 著名な出身者
特記がなければバレーボール関係者

### 中学
- 栄絵里香
- 筒井さやか
- 石橋桃子

### 高校
- 小島可奈子（グラビア）
- 木村まこ（モデル）
- 中西千枝子
- 横山樹理
- 坂本久美子
- 餅田千佳
- 堀田理恵
- 吉田真未

## その他
- 普通科グローバルコースの生徒は2年次の10月から12月までの約3か月間、オーストラリアのシドニーで「セメスター留学」という短期留学をする。
- 高校の研修旅行（修学旅行）は、北海道や沖縄などの国内研修旅行か、イタリア、シンガポール、ロンドン、シドニーなどの海外研修旅行。高校入学時に各自で好きなコースを選ぶことができる。
- 福岡県内で初めて自動体外式除細動器(AED)が導入された学校である。[要出典]
- 中学校では2年生の時にオーストラリアへの研修に希望者のみ行くことができる。